# Alfred Geiser
Alfred Georg Walther Geiser (* 18. Dezember 1868 in Schwelm i. Westfalen; † 28. März 1937 in Berlin-Schöneberg) war ein deutscher Philologe, Autor und Vortragsredner. Von 1898 bis 1929 war er Generalsekretär des Vereins für das Deutschtum im Ausland (VDA) und von 1900 bis 1908 Geschäftsführer des Alldeutschen Verbands (ADV). Von 1919 bis 1927 leitete er den Alldeutschen Verband in Deutschösterreich.
| Personendaten    | Personendaten                                     |
| ---------------- | ------------------------------------------------- |
| NAME             | Geiser, Alfred                                    |
| ALTERNATIVNAMEN  | Geiser, Alfred Georg Walther (vollständiger Name) |
| KURZBESCHREIBUNG | deutscher Philologe                               |
| GEBURTSDATUM     | 18. Dezember 1868                                 |
| GEBURTSORT       | Schwelm i. Westfalen                              |
| STERBEDATUM      | 28. März 1937                                     |
| STERBEORT        | Berlin-Schöneberg                                 |